# Grote Prijs van Montréal 2019
De tiende editie van de Grote Prijs van Montréal werd verreden op 15 september 2019. De wielerwedstrijd werd ditmaal verreden over 219,6 kilometer. De wedstrijd maakte onderdeel uit van de UCI World Tour. Titelverdediger was de Australiër Michael Matthews. Hij werd opgevolgd door Greg Van Avermaet

## Parcours
De wedstrijd bestond uit 18 ronden op een parcours van 12,2 kilometer lengte, met in elke ronde 283 hoogtemeters. In totaal kregen de renners ongeveer vijfduizend hoogtemeters voor de kiezen.

## Deelnemende Ploegen
Deze wedstrijd was onderdeel van de UCI World Tour.
| 18 UCI World Tour-ploegen | 18 UCI World Tour-ploegen | 18 UCI World Tour-ploegen | 3 wildcards              |
| ------------------------- | ------------------------- | ------------------------- | ------------------------ |
| AG2R La Mondiale          | EF Education First        | Team INEOS                | Canadese nationale ploeg |
| Astana Pro Team           | Groupama-FDJ              | Team Jumbo-Visma          | Israel Cycling Academy   |
| Bahrain-Merida            | Lotto Soudal              | Team Katjoesja Alpecin    | Rally-UHC Cycling        |
| BORA-hansgrohe            | Movistar Team             | Team Sunweb               |                          |
| CCC Team                  | Mitchelton-Scott          | Trek-Segafredo            |                          |
| Deceuninck–Quick-Step     | Team Dimension Data       | UAE Team Emirates         |                          |
|                           |                           |                           |                          |
|                           |                           |                           |                          |

## Uitslag
| Grote Prijs van Montréal 2019 |                    |                        |          |
| Plaats                        | Naam               | Ploeg                  | tijd     |
| Winnaar                       | Greg Van Avermaet  | CCC Team               | 6u09'38" |
| 2                             | Diego Ulissi       | UAE Team Emirates      | z.t.     |
| 3                             | Iván García        | Bahrain-Merida         | z.t.     |
| 4                             | Tim Wellens        | Lotto Soudal           | z.t.     |
| 5                             | Michael Valgren    | Team Dimension Data    | z.t.     |
| 6                             | Kristian Sbaragli  | Israel Cycling Academy | z.t.     |
| 7                             | Rui Costa          | UAE Team Emirates      | z.t.     |
| 8                             | Michael Woods      | EF Education First     | z.t.     |
| 9                             | Nans Peters        | AG2R La Mondiale       | z.t.     |
| 10                            | Bauke Mollema      | Trek-Segafredo         | z.t.     |
| 11                            | Jack Haig          | Mitchelton-Scott       | z.t.     |
| 12                            | Mathias Frank      | AG2R La Mondiale       | z.t.     |
| 13                            | Julian Alaphilippe | Deceuninck–Quick-Step  | z.t.     |
| 14                            | Adam Yates         | Mitchelton-Scott       | z.t.     |
| 15                            | Carlos Betancur    | Movistar Team          | + 5"     |
| 16                            | Enric Mas          | Deceuninck–Quick-Step  | z.t.     |
| 17                            | Benoît Cosnefroy   | AG2R La Mondiale       | + 12"    |
| 18                            | Peter Sagan        | BORA-hansgrohe         | z.t.     |
| 19                            | Michael Matthews   | Team Sunweb            | + 50"    |
| 20                            | Kasper Asgreen     | Deceuninck–Quick-Step  | z.t.     |

2010 · 2011 · 2012 · 2013 · 2014 · 2015 · 2016 · 2017 · 2018 · 2019 · 2020-2021 · 2022 · 2023 · 2024
Tour Down Under ·
Great Ocean Road Race ·
Ronde van de Verenigde Arabische Emiraten ·
Omloop Het Nieuwsblad ·
Strade Bianche ·
Parijs-Nice · 
Tirreno-Adriatico · 
Milaan-San Remo ·
Ronde van Catalonië ·
Driedaagse Brugge-De Panne ·
E3 BinckBank Classic ·
Gent-Wevelgem ·
Dwars door Vlaanderen ·
Ronde van Vlaanderen ·
Ronde van het Baskenland ·
Parijs-Roubaix ·
Amstel Gold Race ·
Ronde van Turkije ·
Waalse Pijl ·
Luik-Bastenaken-Luik ·
Ronde van Romandië ·
Eschborn-Frankfurt ·
Ronde van Italië ·
Ronde van Californië ·
Critérium du Dauphiné ·
Ronde van Zwitserland ·
Ronde van Frankrijk ·
Clásica San Sebastián ·
Ronde van Polen ·
RideLondon Classic ·
BinckBank Tour ·
Ronde van Spanje ·
EuroEyes Cyclassics ·
Bretagne Classic ·
GP van Quebec ·
GP van Montreal ·
Ronde van Lombardije ·
Ronde van Guangxi